# 塩類集積

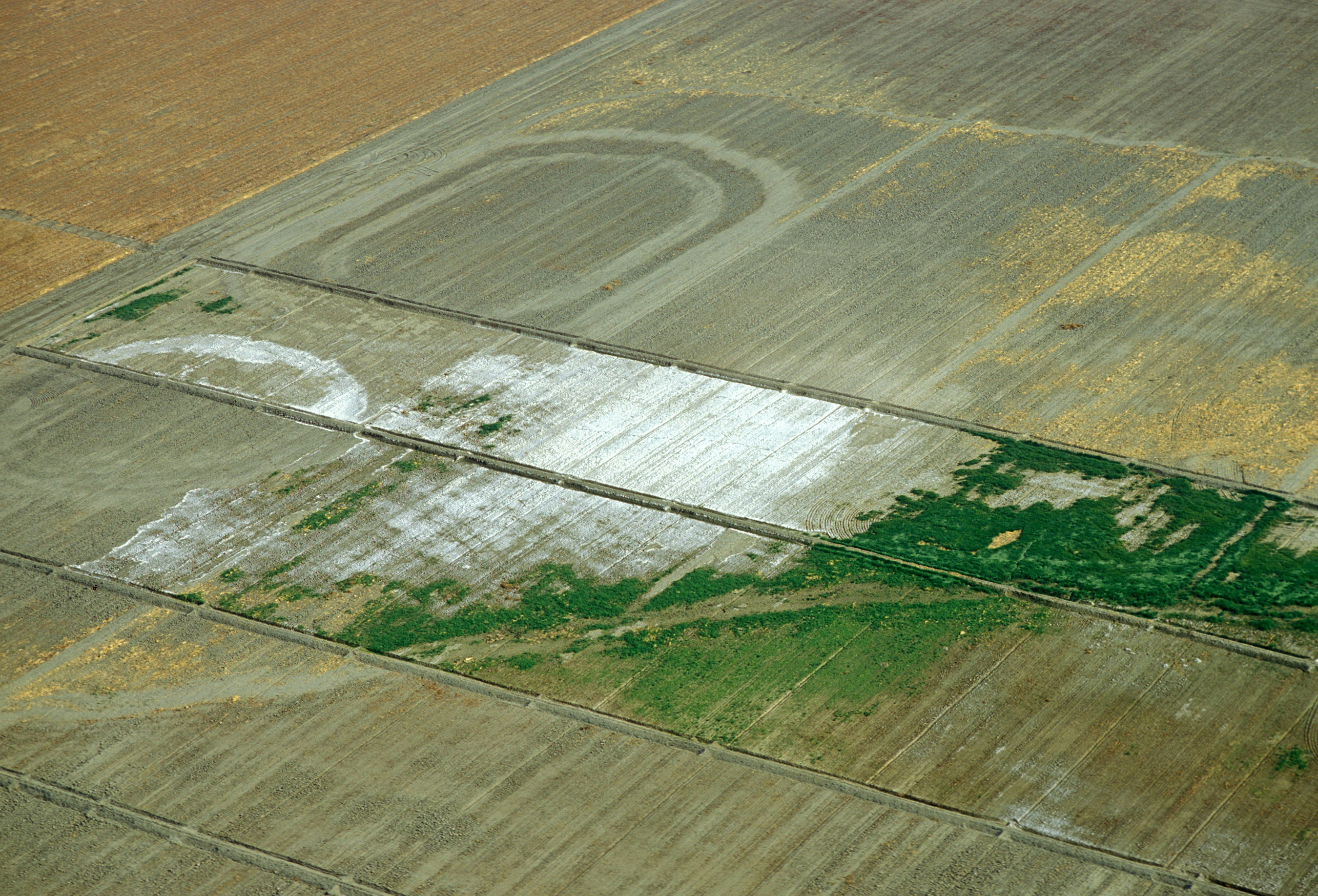
塩類集積が生じ白くなった農地の空撮（アメリカ カリフォルニア州）

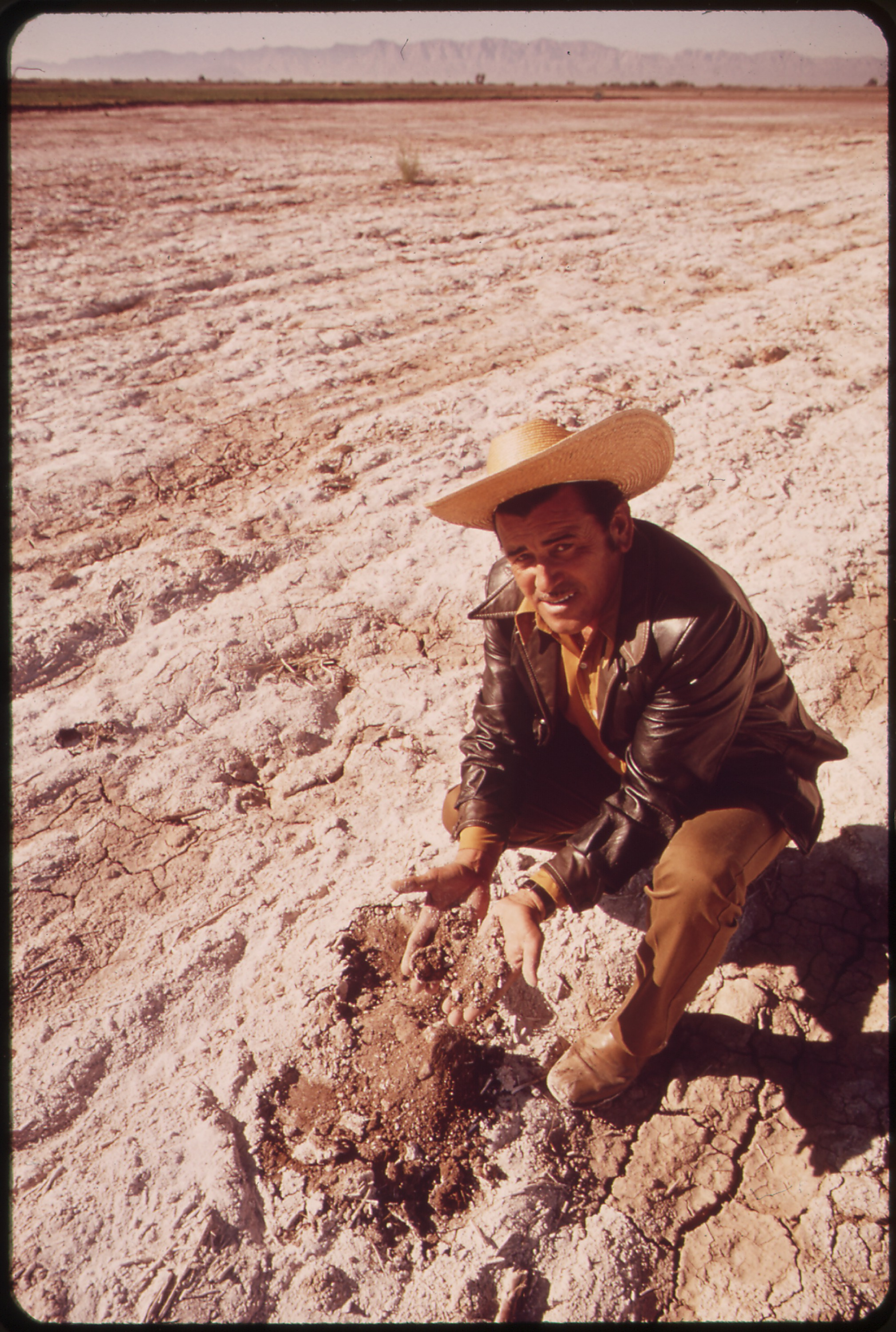
塩類集積が生じた農地の土を掬う農民（アメリカ アリゾナ州）

塩類集積（えんるいしゅうせき）とは、耕作地の土壌表層に塩類が集積すること。土壌の塩類集積が進み、濃度障害により収穫量が低下、もしくは収穫できなくなる現象を塩害という。主に干拓地や乾燥地における開拓による、灌漑（かんがい）や水利用の変化が原因となる。深刻化した場合、地表面の所々に白い塩類の結晶が視認できるようになり、やがて植生に乏しい土漠となる。

## 分布
カザフスタンや中華人民共和国北東部、タイの一部など過剰な開拓や灌漑が行われたところに見られる。古くはメソポタミア文明などでも発生し、それが文明を衰退に導いたと言われている。
雨水の流入の少ない施設栽培においても発生することがある。

## メカニズム
塩類集積が発生しやすい地域の特徴は、降水量が少ない平坦地で土壌が泥質土であることが多い。塩分が十分な水で流される土地では、塩類集積は起こりにくい。塩類集積は工学的、自然科学的、営農的、組織的な要因から引き起こされ、かつ地域性も関わることから、発生の機構は複雑である。
一般的なものは灌漑用水に微量に含まれる塩分の蓄積や、毛細管現象による地層中の塩類の上昇によるものである。乾燥地では、用水路などを作って近くの川や湖から水を引いたり、地下水をくみ上げたりして畑に水を撒く。川や湖、地下水には様々な種類の塩類が溶けており、水が蒸発すると水中に溶けていた塩類が地表に残る。これを繰り返すと、地面には大量の塩がたまり、大きな塩害を引き起こす。
世界の灌漑農地の約24％において、塩類集積を原因とする収量低下が起きたという報告もある。

## 対策・予防
対策としては、畑の水やりの仕方を工夫したり、土から塩を取り除いたり、塩に強い植物を植えたりする必要がある。工学的には排水が最も効果的な改良手法とされる。
ほかに、対策の選択肢には、湛水による塩類除去、深耕、客土による塩類濃度の希釈、吸肥力の強い浄化作物（cleaning crop）の栽培、圃場外への持ち出しなどがある。
施肥診断や栄養診断によって必要以上の施肥をしないこと。全面全層施肥でなく局所施肥（深層施肥、溝施肥、側条施肥など）で肥料の利用率を高め、環境への影響（負荷）を小さくする。塩濃度の低い灌漑水を利用する、可能蒸発量に見合った量の灌漑強度を設定する。